# Franz Steinegger

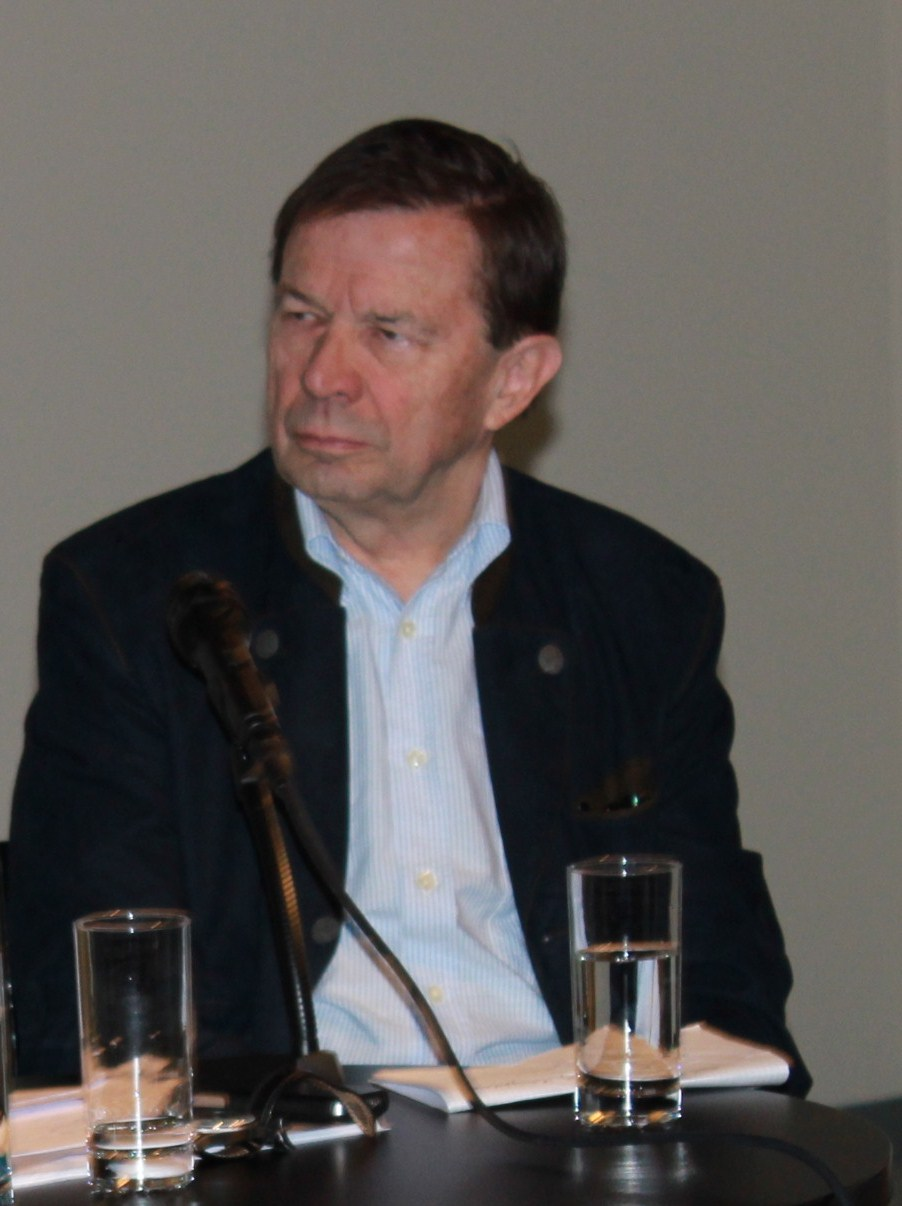
Franz Steinegger (2012)

Franz Josef Steinegger (* 8. März 1943 in Flüelen; heimatberechtigt in Altendorf) ist ein Schweizer Jurist und Politiker (FDP).

## Biografie
Nach der Matura (Typus B, 1963) studierte Steinegger Rechtswissenschaft an der Universität Zürich. 1969 schloss er mit dem Lizentiat ab, 1970 bestand er das Fürsprech- und Notariatsexamen in Uri.
Von 1970 an arbeitete Steinegger auf der Standeskanzlei (Staatskanzlei) Uri, zuletzt als Stellvertreter des Kanzleidirektors. 1981 eröffnete er ein eigenes Anwaltsbüro in Altdorf. 1988 war er Präsident des Schweizer Tourismus-Verbands und von 1989 bis 1991 Zentralpräsident des Schweizer Alpen-Clubs. Er gehörte mehreren Verwaltungsräten an. Er ist Präsident der Baryon AG. Er war langjähriges Mitglied im Verwaltungsrat der Dätwyler Holding und war Präsident der CSC Impresa Costruzione SA. Seit 2004 ist er Präsident des Verkehrshauses der Schweiz in Luzern. Von 1991 bis Ende 2013 präsidierte er den Verwaltungsrat der Schweizerischen Unfallversicherungsanstalt (Suva). Er war Vizepräsident des Stiftungsrats der Schweizerischen Rettungsflugwacht (Rega). 
Steinegger war zudem Präsident des Verbands Schweizerischer Anschlussgeleise- und Privatgüterwagenbesitzer (VAP). Auch auf Grund dieser Funktion übernahm er 2008 einen Mediatorenauftrag zur Konfliktlösung zwischen der SBB-Leitung und Streikenden von SBB Cargo. Des Weiteren war er Präsident der HIG-Immobilien-Anlage-Stiftung.
Im Februar 2012 übernahm Steinegger, bisher einfaches Mitglied im Verwaltungsrat, das Amt des Präsidenten der NZZ-Mediengruppe vom zurückgetretenen Konrad Hummler. An der Generalversammlung im April 2013 schied er aufgrund Erreichens der statutarischen Altersgrenze aus dem Verwaltungsrat aus, auf ihn folgte Etienne Jornod.

## Privates
Steinegger ist in zweiter Ehe mit der Anwältin Ruth Wipfli verheiratet und hat mit ihr einen gemeinsamen Sohn (* 1993), aus erster Ehe stammt sein Sohn Matthias Steinegger (* 1976). Mit seiner Frau führt er das Anwalts- und Notariatsbüro Steinegger & Wipfli Steinegger in Altdorf UR. Steinegger wohnt in Uri. In der Schweizer Armee bekleidete er den Grad des Oberleutnants.

## Politik

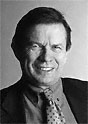
Franz Steinegger

1973 gelangte Steinegger in die Politik, als der Gemeinderat seines Heimatorts Flüelen auf der Suche nach einem Juristen als neues Mitglied war. Steinegger sagte sofort zu und blieb bis 1986 im Gemeinderat, ab 1983 als Gemeindepräsident. 1977 bis 1984 präsidierte er die FDP Uri. Als Leiter des Urner Krisenstabes bei den Unwetterkatastrophen von 1977 und 1987 erwarb er sich durch sein überlegtes Handeln den Beinamen «Katastrophen-Franz».
Von 1980 bis 2003 gehörte Steinegger dem Nationalrat an. 1989 bis 2001 war er Präsident der FDP Schweiz. Steinegger galt als einer der einflussreichsten Schweizer Politiker. Seine Strategie, die FDP als Partei des Fortschritts unabhängig von Links und Rechts zu positionieren, konnte jedoch den Abstieg der FDP und den Aufstieg der rechtskonservativen SVP nicht aufhalten.
1989, nach dem erzwungenen Rücktritt von Bundesrätin Elisabeth Kopp, galt Steinegger lange Zeit als aussichtsreichster Nachfolgekandidat. Dass die Bundesversammlung schliesslich den Luzerner Kaspar Villiger wählte, hing vor allem mit zwei Faktoren zusammen:
- Als Vertreter einer Minderheitspartei aus einem kleinen Kanton fehlte Steinegger die Hausmacht.
- Steinegger lebte damals, obwohl noch verheiratet, im Konkubinat mit seiner Lebensgefährtin zusammen.

1999 wurde er vom Bundesrat wiederum in einer Notlage eingesetzt: Er wurde Präsident der Expo.02 und sollte versuchen, das Projekt der schweizerischen Landesausstellung, das kurz vor dem Scheitern stand, zu retten. Dies gelang durch deren Redimensionierung; die Expo.02 wurde ein Erfolg. Allerdings waren durch die zögerliche Mithilfe der Schweizer Wirtschaft weitere Kredite des Bundes nötig. Dieser auch von Steinegger unterstützte ordnungspolitische «Sündenfall» verärgerte die gegenüber jeglichen Staatsinterventionen skeptische Rechte auch in Steineggers eigener Partei. Dazu kam 2001, nach dem Kollaps der Swissair eine ähnliche Finanzspritze, die das Weiterbestehen einer schweizerischen Fluggesellschaft gewährleisten sollte. Seit dieser Zeit galt Steinegger manchen Exponenten der FDP und der SVP als zu links.
Obwohl Steinegger als fast natürlicher Nachfolger von Kaspar Villiger im Bundesrat galt, zögerte er bei dessen Rücktritt 2003 lange mit der Bekanntgabe einer Kandidatur. Diesmal scheiterte er allerdings schon in der FDP-internen Kandidatenkür gegenüber den Kandidaturen Christine Beerli und Hans-Rudolf Merz. Die Gründe waren diesmal:
- Die nach den eidgenössischen Wahlen vom 19. Oktober 2003 stark geschwächte Partei war nach rechts gerutscht.
- Steinegger galt als Symbol eines verfehlten Staatsinterventionismus, der mitverantwortlich für die Niederlage der Partei gemacht wurde.
- Die Steinegger politisch nahestehenden Mitglieder aus der Westschweiz sowie die Frauen unterstützten eher die Bernerin Christine Beerli.
- Gegenüber dem energischen und weiter rechts politisierenden Quereinsteiger Hans-Rudolf Merz wirkte der schon sehr lange in der Politik tätige Steinegger verbraucht.

In der Folge zog sich Franz Steinegger aus der Politik zurück und nahm 2004 die Möglichkeit wahr, Präsident des Schweizerischen Verkehrshauses in Luzern zu werden.